# Вторгнення чужинців
Вторгнення чужинців (Alien Raiders) — американський науково-фантастичний фільм жахів 2008 року. Це перший повнометражний фільм Бена Рока як режисера. Фільм спродюсований Деніелом Міріком, Джоном Шибаном і Тоні Кранцом, що вийшов завдяки «Warner Bros. Home Entertainment» та «Raw Feed» у вересні 2008 року.

## Про фільм
В містечку Бак-Лейк група озброєних людей проникає до місцевого супермаркету. Ці молодики беруть в заручники покупців і працівників. Вони називають себе «рейдерами», та стверджують, що шукають одержимих людей, і що в одержимих живуть інопланетні паразити.
Поки «рейдери» сканують кожну людину, серед заручників зростає напруження. Поліціянт підозрює — місія «рейдерів» може бути зловіснішою, ніж вони кажуть.
З настанням ночі розкривається дедалі більше таємниць. У проходах супермаркету розгортається битва за виживання. Час спливає, бранці повинні об'єднатися та дізнатися правду про нападників та інопланетне вторгнення — доки не стало надто пізно.
Змагаючись з таємничими силами, заручники борються, щоб врятувати себе і не дати інопланетним паразитам поширитися за межі супермаркету.

## Знімались
| Актор             | Роль         |
| ----------------- | ------------ |
| Карлос Бернар     | Аарон Ріттер |
| Метью Сент-Патрік | Сет Стедмен  |
| Рокмонд Данбар    | Кейн         |
| Кортні Форд       | Стерлінг     |
| Джеффрі Лікон     | Бенні        |
| Боніта Фрідерисі  | Шарлот       |
| Джозеф Стівен Янг | Ульріх       |
| Том Кіше          | Логан        |